# 蚌埠公交115路
蚌埠公交115路，是中国安徽省蚌埠市的一条公交线路，由蚌医附院开往蚌埠学院，由蚌埠市公共交通集团有限公司运营、管理。

## 历史

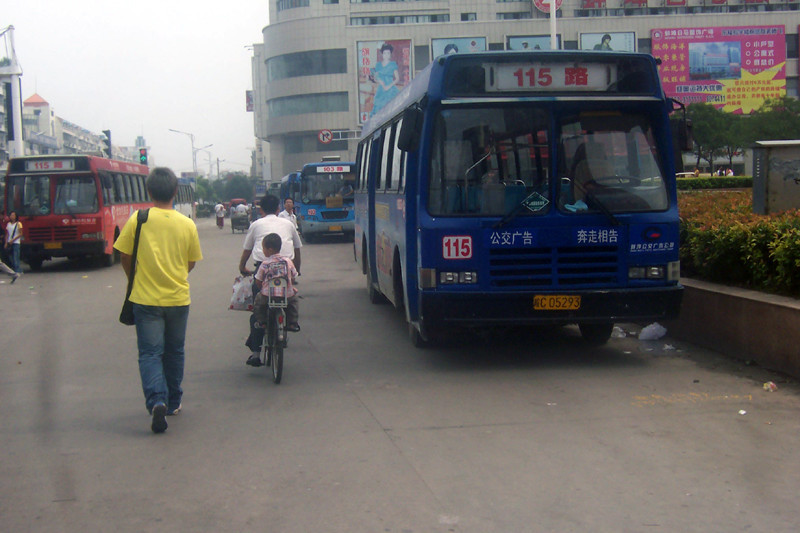
115路曾使用的长江客车
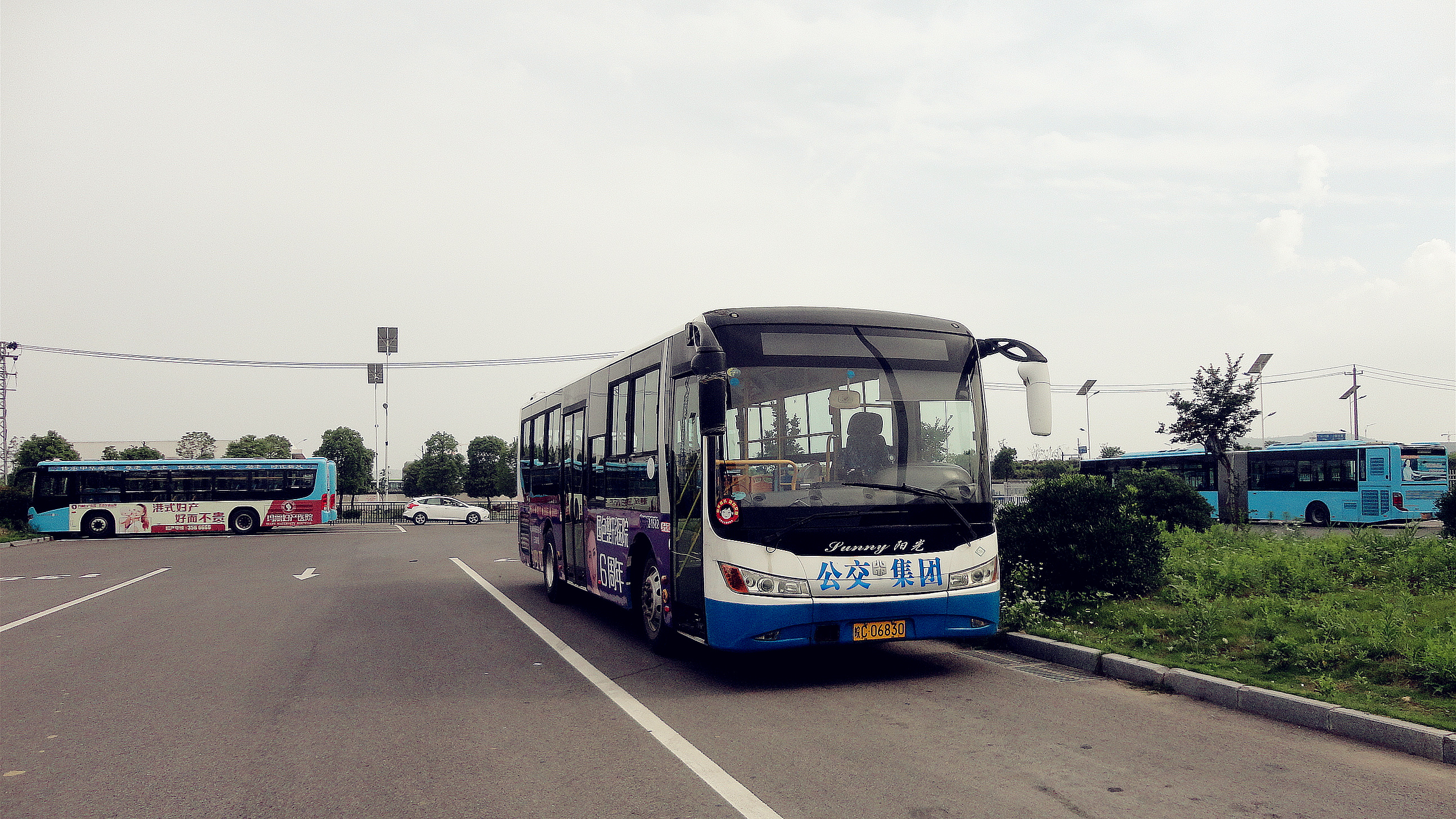
115路曾使用的中通客车
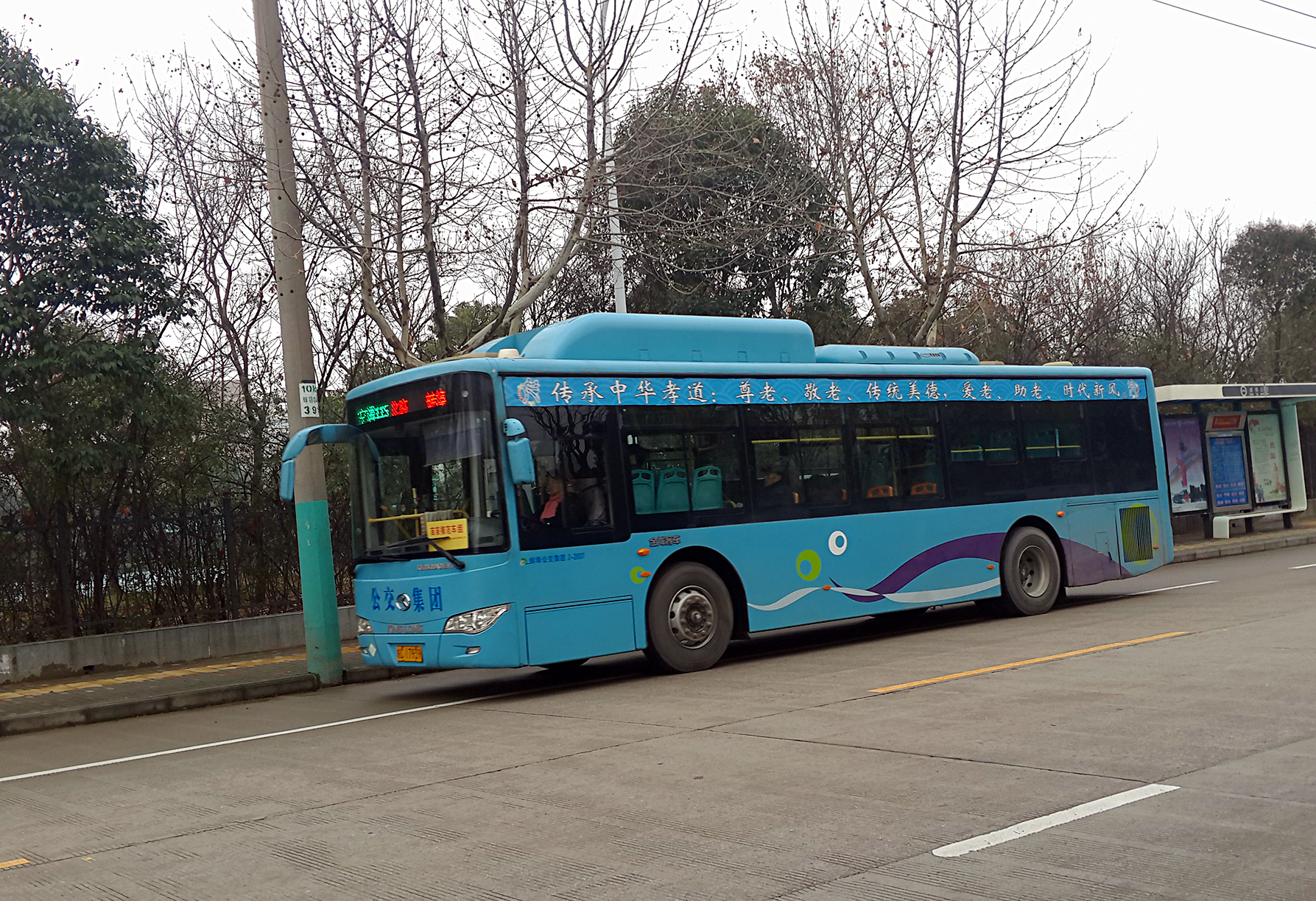
115路曾使用的大金龙混合动力空调车
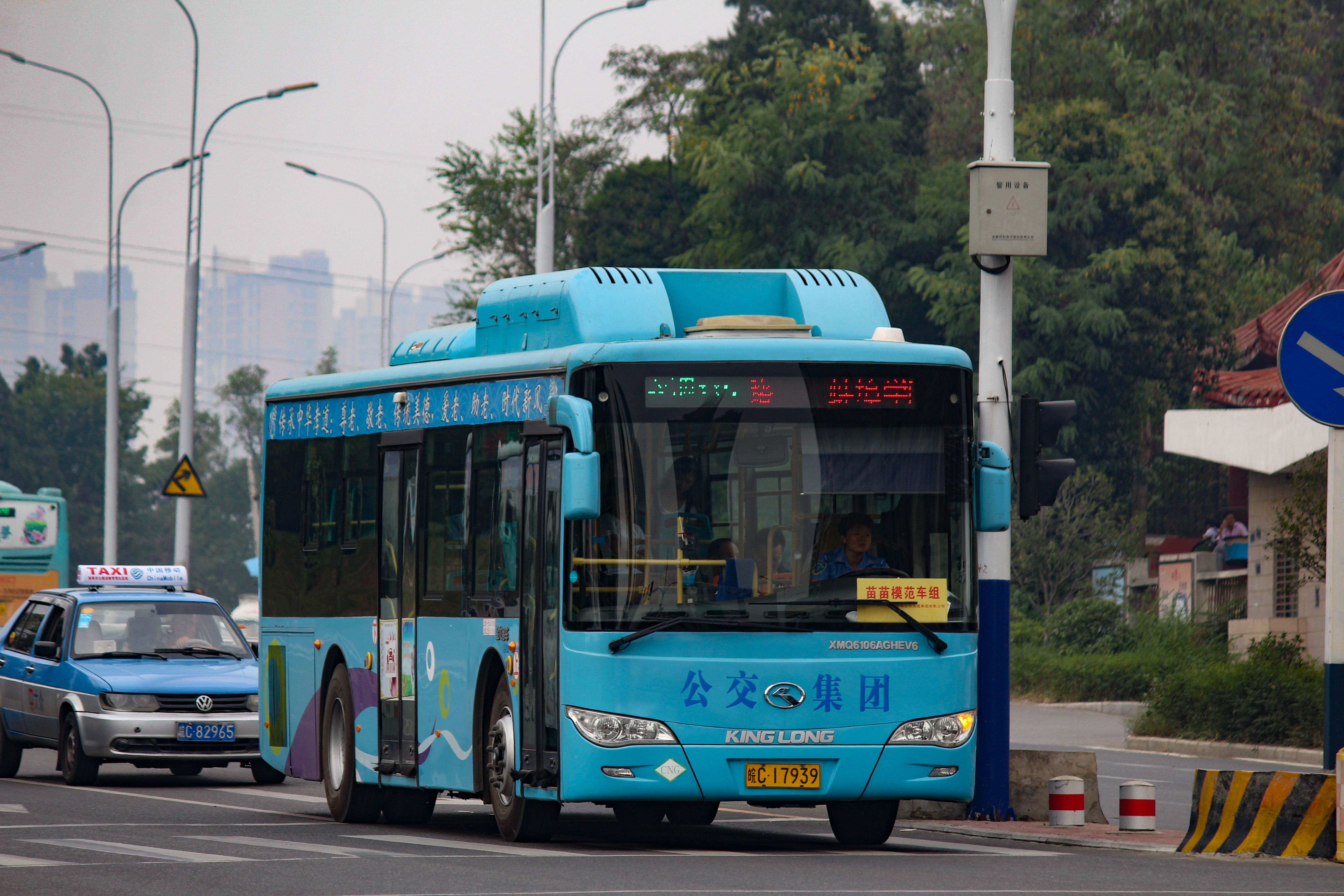
115路曾使用的大金龙混合动力空调车
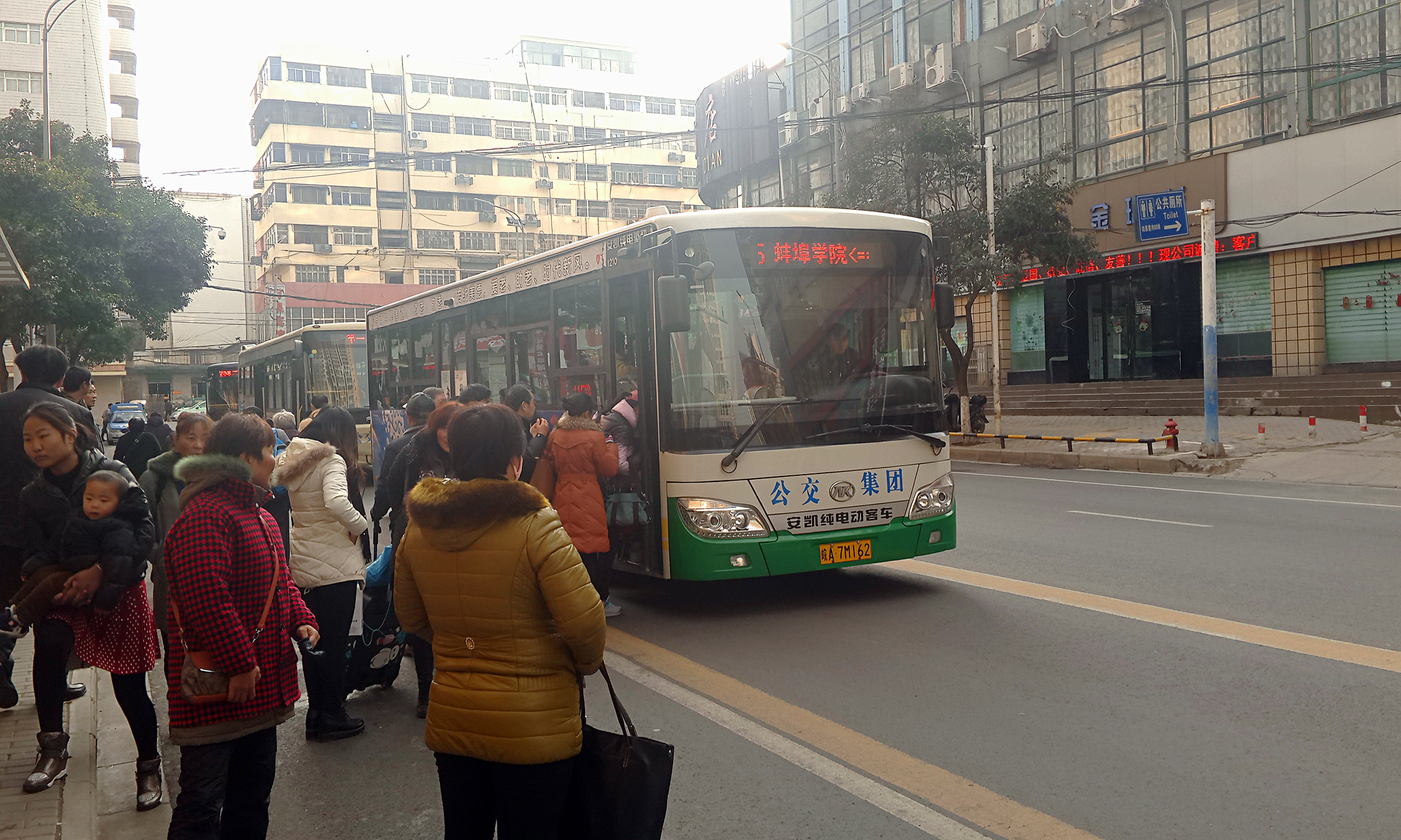
115路曾使用的租赁安凯纯电动车
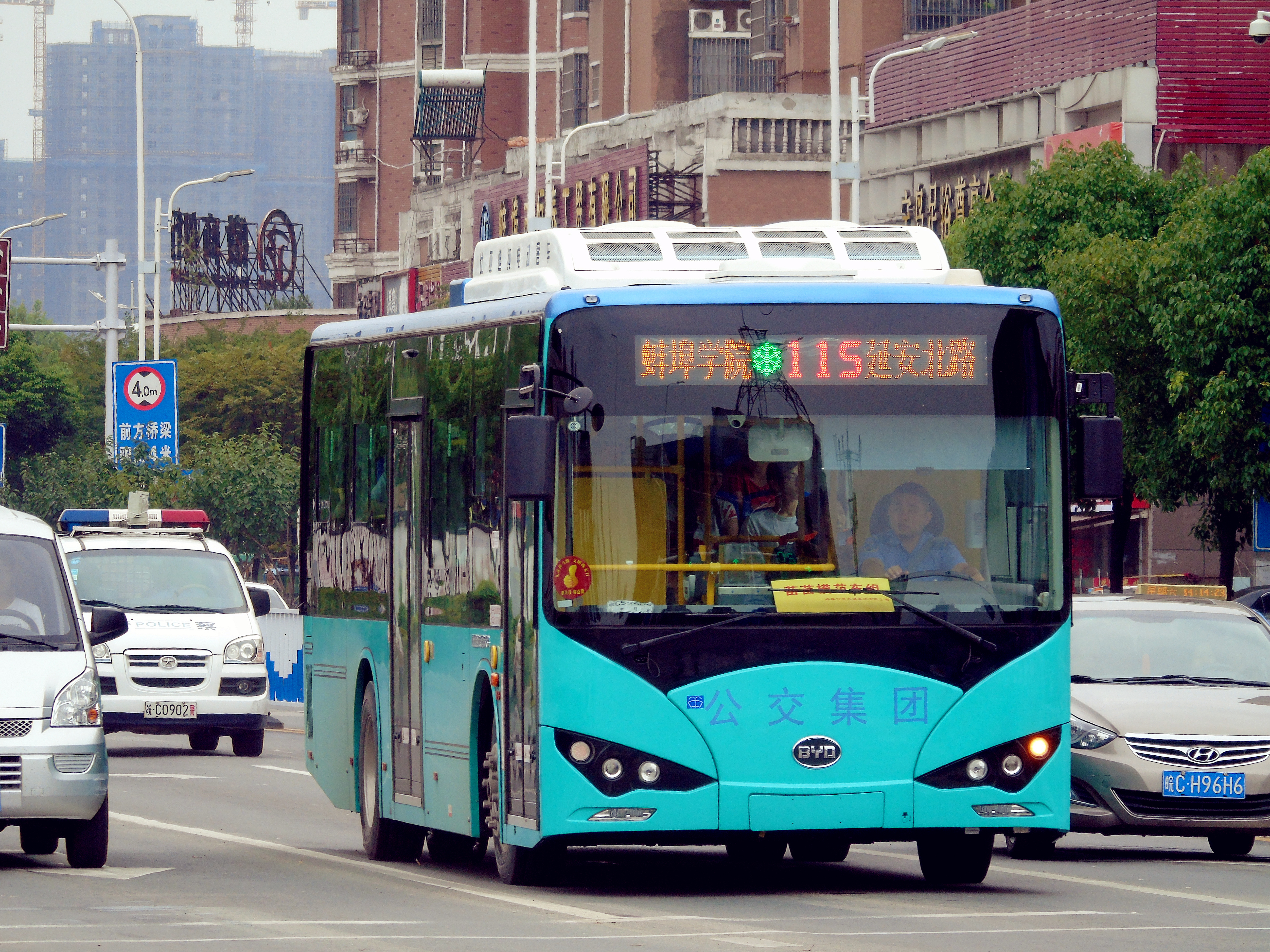
115路使用的全新的比亚迪K8型纯电动空调车
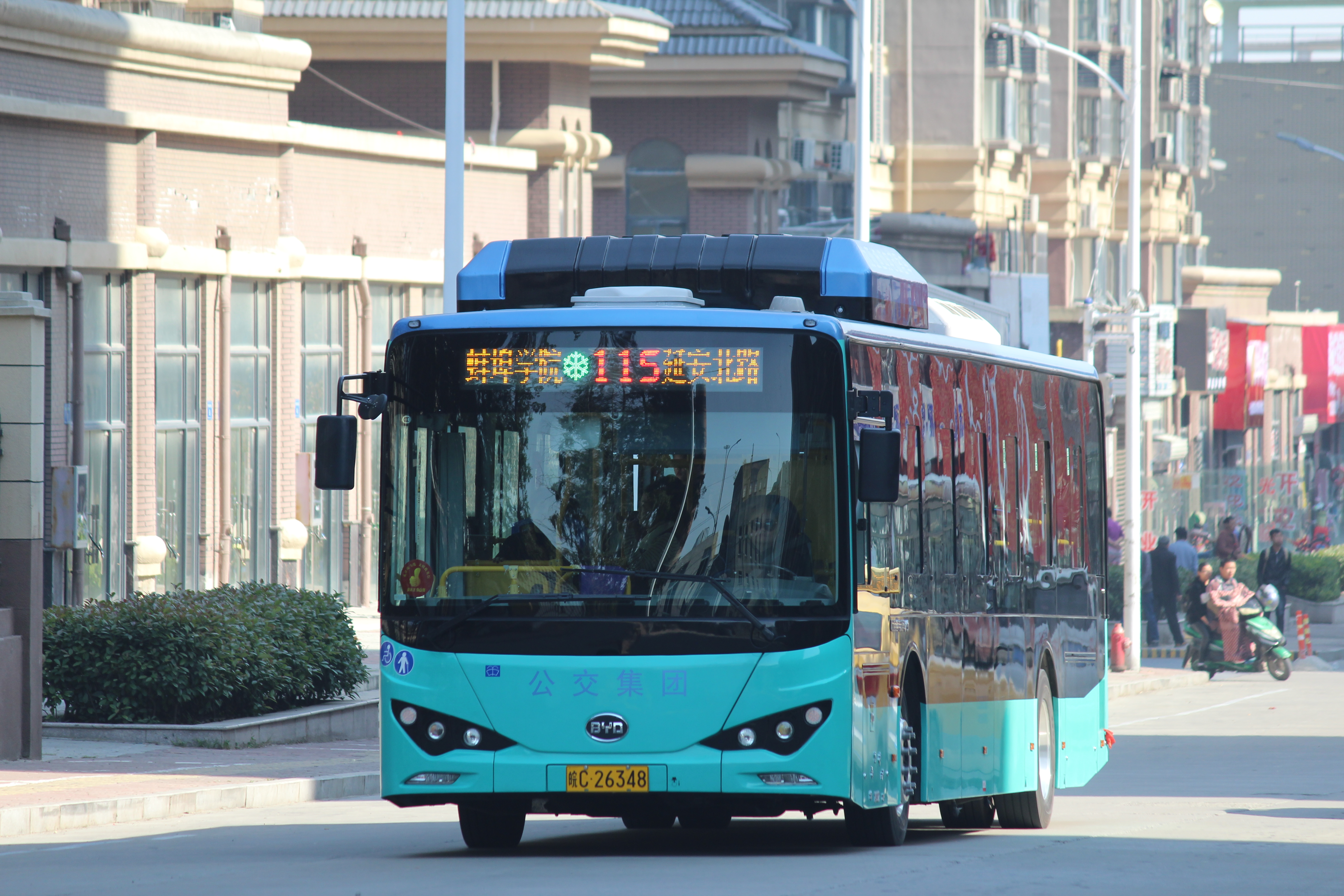
115路使用的比亚迪K9型纯电动公交车

- 2000年代，蚌埠市龙子湖区新辟城区大学城初具雏形，蚌埠公交公司为方便高等学府师生上下学，开通了15路，是现115路的前身。[2]
- 2005年，蚌埠公交公司实行公交改革，15路更名为115路，并使用全新长江客车。[3][4]
- 2008年，因圈堤路路况极差，已不适合公交车通行，115路大幅更改线路走向，由原凤阳东路-圈堤路-环湖东路-胜利东路改为凤阳东路-解放路-胜利东路。并将北终点站从火车站延伸至延安北路。
- 2011年，蚌埠公交集团将中通LCK6103GC型投入115路。
- 2012年，蚌埠公交集团将空调车投入115路运营，其中包括大金龙混合动力客车。[5]
- 2015年，蚌埠公交集团租赁安凯纯电动客车半数投放115路。[6]
- 2015年1月，115路恢复线路走向，大致线路为蚌埠学院始发，经汤和路、胜利路、珍珠桥、解放路至延安北路。[7]
- 2016年5月7日，为方便和煦幸福城小区居民的出行，115路经由曹山路、汤和路绕道行驶，停靠和煦·幸福城、汤和墓古迹园站。[8]
- 2017年7月，蚌埠公交集团购置500台比亚迪纯电动空调车，其中20余台投入115路。[9][10][11]
- 2017年10月30日，蚌埠公交115路投入比亚迪K9纯电动公交车，其原车辆交由139路和156路使用。同年11月6日，蚌医附院首末站启用，蚌埠公交107路，115路终点站由延安北路改为蚌医附院首末站。[12]

## 站点

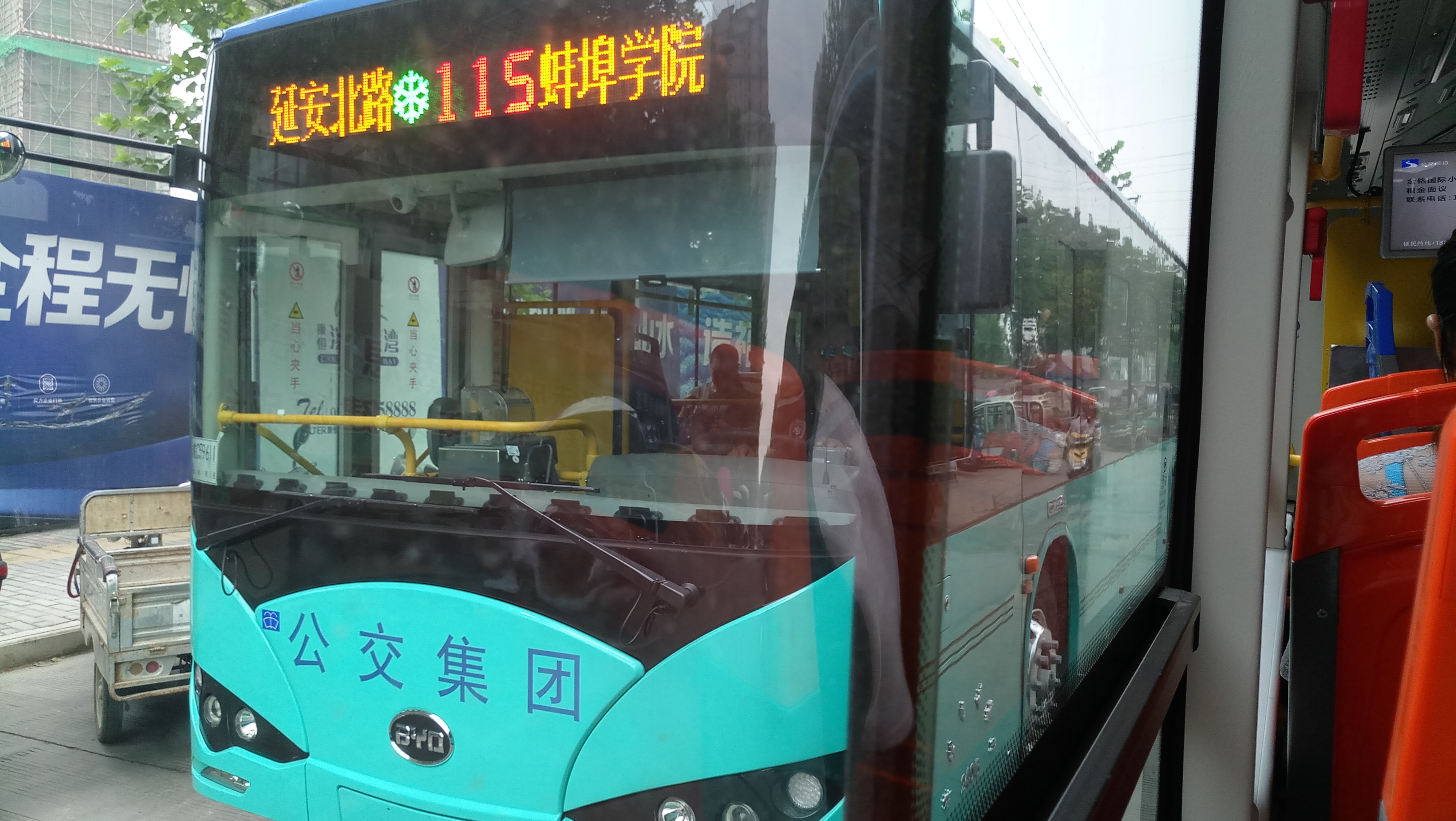
蚌埠公交115路车前电子显示屏

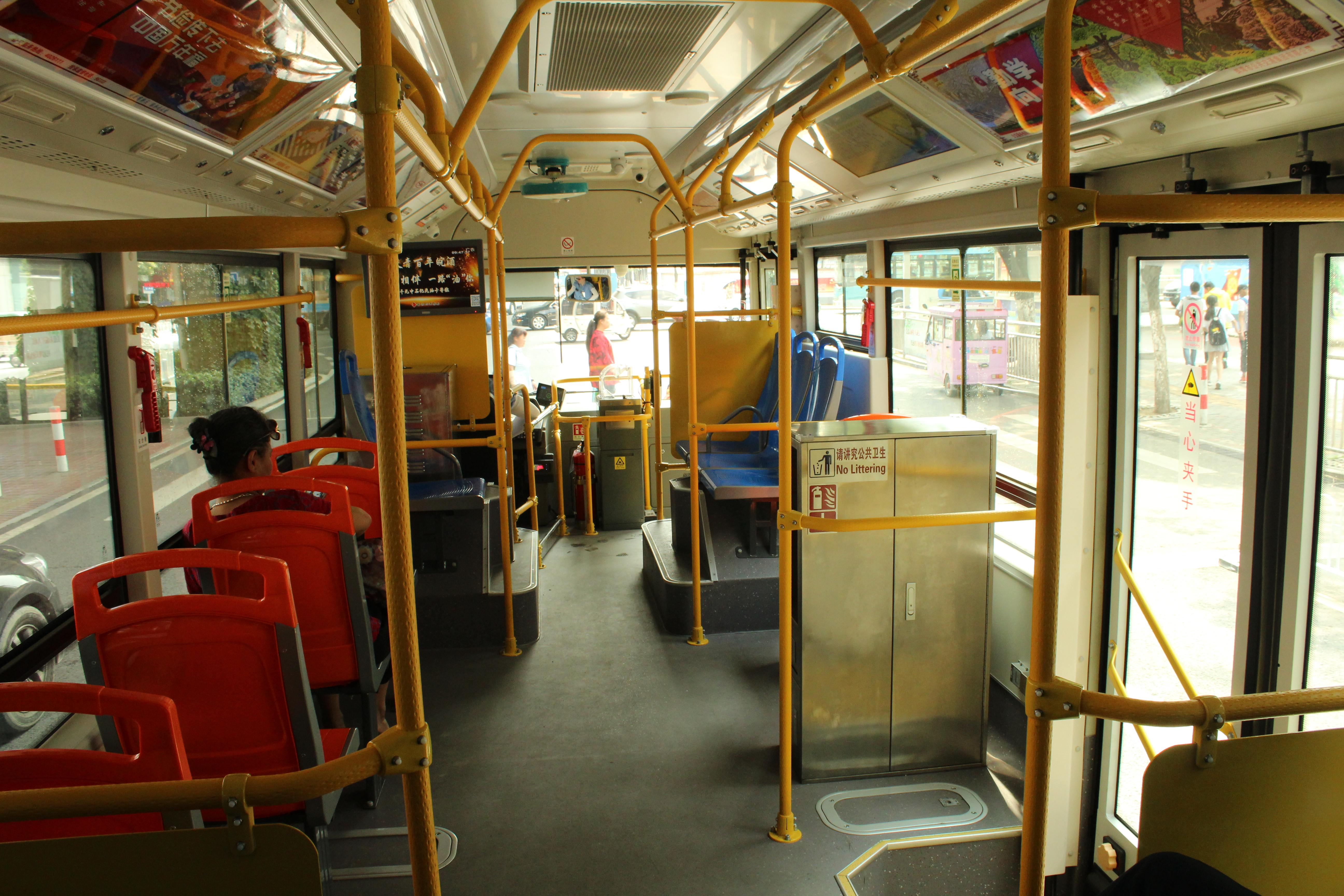
蚌埠公交115路比亚迪K8内饰

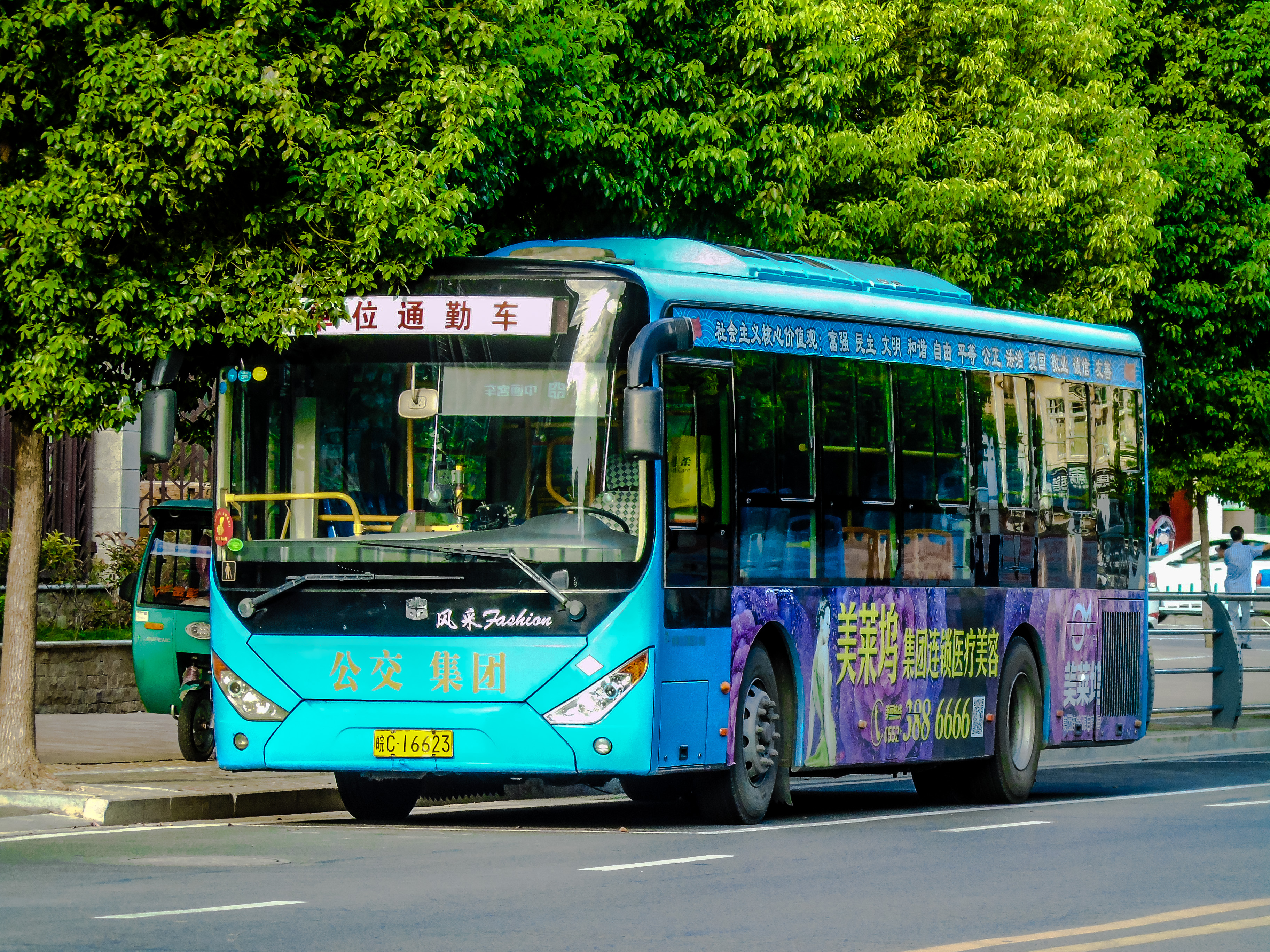
蚌埠公交115路退役车辆现为通勤车

### 途经站
- 开往蚌埠学院 ： 蚌医首末站 - 蚌医一附院 - 延安路·光明街 - 地方海事局 - 第二人民医院 - 交通路·火车站 - 第三中学·长途汽车中心站 - 东方明珠 - 龙子湖区青少年活动中心 - 红叶山庄 - 环保局 - 广电中心 - 烈士陵园 - 汤和墓古迹园 - 和煦·幸福城 - 汤和北路·胜利东路 - 汤和北路·普乐新能源 - 湖光小区 - 安徽财大东门 - 蚌埠医学院 - 龙湖春天 - 蚌埠电子信息学院 - 蚌埠学院
- 开往蚌医首末站 ： 蚌埠学院 - 蚌埠电子信息学院 - 龙湖春天 - 蚌埠医学院 - 安徽财大东门 - 湖光小区 - 汤和北路·普乐新能源 - 汤和北路·胜利东路 - 和煦·幸福城 - 汤和墓古迹园 - 烈士陵园 - 广电中心 - 环保局 - 红叶山庄 - 龙子湖区青少年活动中心 - 东方明珠 - 第三中学·长途汽车中心站 - 交通路·火车站 - 交通路·光明街 - 第二人民医院 - 地方海事局 - 延安路·光明街 - 蚌医一附院 - 蚌医首末站[13]

### 换乘站
以下内容均统计自：蚌埠市公共交通集团有限公司营运线路一览表
- 蚌医首末站 ： 107路
- 蚌医一附院 ： 107路 206路
- 延安路·光明街 ： 107路 111路
- 地方海事局 ： 104路 107路
- 第二人民医院 ： 101路 103路 104路 107路 109路 110路 111路 128路 微3路 204路 206路 207路 208路
- 交通路·火车站 ： 104路 107路 109路 202路 204路
- 第三中学·长途汽车中心站 ：101路 107路 118路 128路 206路 207路 208路
- 东方明珠 ： 101路 107路 118路 128路 207路 208路 222路
- 龙子湖区青少年活动中心 ： 129路 120路 127路 207路 208路
- 红叶山庄 ： 108路
- 环保局 ： 108路
- 广电中心 ： 108路
- 烈士陵园 ： 108路
- 汤和北路·普乐新能源 ： 微2路
- 安徽财经大学东门 ： 117路 138路 K311路 207路
- 龙湖春天 ： 117路
- 蚌埠电子信息学院 ： 117路
- 蚌埠学院 ： 117路

## 票价
- 未持卡乘客普通车投币1元，空调车投币2元。
- 持普通电子钱包卡普通车0.9元/次，空调车1.8元/次。
- 持学生月票卡普通车0.18元/次，成人卡0.36元/次，空调车加1元。
- 持老人卡、拥军卡、爱心卡的乘客免费乘车。[14]

## 资料来源
1. ↑  .   [2017-07-03]. （原始内容存档于2017-08-02）.
2. ↑  .   [2017-07-03]. （原始内容存档于2012-01-21）.
3. ↑  .   [2017-08-20]. （原始内容存档于2020-10-31）.
4. ↑  .   [2017-08-20]. （原始内容存档于2019-07-24）.
5. ↑  .   [2017-07-03]. （原始内容存档于2017-08-06）.
6. ↑  蚌埠市区纯电动公交车上路 充电一次5个小时[永久]
7. ↑  2015年元旦起 蚌埠市108路和115路公交车恢复原线[]
8. ↑  5月7日起蚌埠公交115路部分线路调整走向
9. ↑  .   [2017-07-03]. （原始内容存档于2019-07-23）.
10. ↑  .   [2017-07-03]. （原始内容存档于2017-07-31）.
11. ↑  .   [2017-07-03]. （原始内容存档于2017-07-31）.
12. ↑  蚌医附院公交首末站本月6日投入使用[永久]
13. ↑  .   [2017-07-03]. （原始内容存档于2017-07-08）.
14. ↑  .   [2017-07-03]. （原始内容存档于2018-03-09）.